# Winchester (New Hampshire)
Winchester – miasto w Stanach Zjednoczonych, w stanie New Hampshire, w hrabstwie Cheshire.